# 綽克託 (清朝宗室)
綽克託（穆麟德轉寫：cokto，17世纪？—1711年）、亦綽克都、絕克堵、宗室綽克託、卓克托，滿洲镶红旗人，英親王阿濟格之孙，傅勒赫之子。
康熙四年（1665年），綽克託封奉恩輔國公。事聖祖，跟從董額討王輔臣，守漢中，攻秦州，師無功。授盛京將軍，康熙三十七年，又以不稱職，奪爵。
子蘇嚴、普照、經照先后袭爵，康熙二十一年，子蘇嚴袭輔國公。康熙三十一年蘇嚴卒，綽克託重新袭回輔國公。三十七年犯事，由子普照袭爵。康熙五十年，綽克託卒。孫女乃年羹堯妻，蘇嚴之女，因父早亡，由祖父綽克託和叔父普照、經照撫養成人。

## 家族
- 曾祖：清太祖
- 祖父：阿濟格
- 父：傅勒赫
- 兄：構孳
- 子：蘇嚴（亦蘇彥、蘇燕，次女為年羹堯繼妻，雍正元年封縣君）、隆德、瑚圖禮、興綬、普照、經照

## 所管佐领
- 正黄旗汉军：第三參领第八佐领系康熙二十二年编设初隸镶红旗以生员刘芳声管理刘芳声军政革退以二等護卫色勒管理色勒军政革退以苏喇章京李毓梅管理李毓梅升任云南副将以其弟候选州同李毓春管理康熙三十七年此佐领拨隸本旗以阿达哈哈番兼火器营參领阎琦管理阎琦升任广东驻防协领以其兄之子阎光伟管理阎光伟升任陝西逰击以通政司右通政祖允圖管理祖允圖故以阿达哈哈番冯起麟管理冯起麟军政革退以歩军校马必荣管理马必荣调用西便门城门尉以骁骑校李有德管理李有德故以佐领孟额圖管理孟额圖故以銮仪卫銮仪使李林庆管理李林庆故以吉林佐领梁可智管理梁可智故以三等轻车都尉阎堉管理。谨案此佐领原系耿精忠属下随将军马九玉征云南兵丁一千，于康熙二十一年进京，编为五佐领之一属苏彦、卓克托（绰克託）公（辅国公）。 歷史背景：康熙二十一年，绰克託子苏燕袭爵，苏彦之女乃年羹尧继妻，此佐领原属镶红旗，耿精忠部下，进京编入正黄旗汉军，归属辅国公绰克託和其子苏燕。
- 镶红旗包衣：第三參领第一佐领下第一分管原隸第一參领内初为管领以三等護衛瑶哈管理瑶哈故以三等護衛雅思哈管理雅思哈故康熙五十年改为分管以三等護衛塞亨额管理雍正七年由第一參领拨隸本參领仍以塞亨额管理塞亨额緣事革退以三等護衛那亲管理那亲故以護军校国勒吉管理国勒吉故以護军校布瑚管理布瑚故以護军校元抗管理元抗升任以護军校巴凌阿管理。谨案此分管随奉恩辅国公絶克堵（绰克託）分封时立。 歷史背景：该包衣管领在康熙初值绰克託分封辅国公时设立，康熙五十年绰克託卒，此镶红旗包衣管领由包衣第一参领改拨至第三参领。注：孟森所著《清朝簡史》中，因遍檢未得，將絕克堵錯誤猜測為阿敏之曾孙齐克塔。